# Solana de la Grallera
La Solana de la Grallera és una solana del terme municipal de Conca de Dalt, dins de l'antic terme de Claverol, al Pallars Jussà. Es troba en territori de l'antic enclavament dels Masos de Baiarri.
Està situada a la part oriental de l'enclavament, a la dreta de la capçalera del barranc de l'Obaga i a l'esquerra de la llau de Perauba. Queda just a migdia de la Solana del Mig i a llevant de l'Obaga de l'Alou, al vessant nord-oriental del Cap de l'Alt de Baiarri. La part baixa d'aquesta solana, a llevant, forma les Costes de Baiarri.